# Bì Hỷ
Bì Hoan Hỷ (chữ Hán: 皮欢喜, ? – 483), người quận Ngư Dương , tướng lãnh nhà Bắc Ngụy. Vì kiêng húy Bắc Tề Thần Vũ đế Cao Hoan, Ngụy thư lược bớt còn Bì Hỷ, Bắc sử chép chệch ra Bì Hoài Hỷ (皮怀喜).

## Cuộc đời và sự nghiệp
Hoan Hỷ là con trai thứ 8 của Cừu Trì trấn tướng Bì Báo Tử, Văn Thành đế cho rằng ông là con của danh thần, cất nhắc làm Thị ngự trung tán, thăng làm Thị ngự trưởng. Đầu thời Hiếu Văn đế, bộ lạc Thổ Dục Hồn vì đói kém nên quấy nhiễu quận Kiêu Hà thuộc Lương Châu, trở thành nỗi lo lớn. Có chiếu tạm lấy (giả) Hoan Hỷ làm Bình tây tướng quân, Quảng Xuyên công, lãnh Lương Châu, Phu Hãn, Cao Bình chư quân, cùng Thượng Đảng vương Bạt Bạt Quan đánh dẹp bộ lạc Thổ Dục Hồn. Lại được bái làm Sứ trì tiết, Thị trung, Đô đốc Tần, Ung, Kinh, Lương, Ích 5 châu chư quân sự, tướng quân, Khai phủ, Cừu Trì trấn tướng ，Giả Công tước như cũ, bởi uy tín trấn áp Cừu Trì của Bì Báo Tử năm xưa. Hoan Hỷ đến, thi hành ân huệ, dân địa phương cả mừng, bọn thủ lĩnh Cường Nô Tử đưa các hộ dưới quyền đến quy phụ, vì thế đặt 2 quận Quảng Nghiệp, Cố Đạo để họ định cư. Được triệu về làm Nam Bộ thượng thư, tứ tước Nam Khang hầu, gia Tả tướng quân.
Năm Thái Hòa đầu tiên (477), dòng dõi thủ lĩnh Cừu Trì là Dương Văn Độ đang làm Gia Lô thú chủ nhà Lưu Tống, sai em trai Dương Thử chiếm cứ đất cũ, Hoan Hỷ soái 4 vạn quân tiến đánh. Quân Ngụy đến Kiến An, Thử bỏ thành chạy về nam. Hoan Hỷ đến Trọc Thủy, sai Bình tây tướng quân Dương Linh Trân đánh Cừu Trì thái thú Dương Chân do Văn Độ cắt đặt, quân họ Dương tan chạy, một mình Chân chạy thoát. Hoan Hỷ dừng quân ở Phúc Tân (bến). Tướng của Văn Độ là Cường Đại Hắc cố thủ Tân Đạo (đường ra khỏi bến), nhờ vào vách đá hiểm trở, đường đi chật hẹp. Hoan Hỷ chia tướng sĩ bám vách vượt sông, tấn công Đại Hắc, quân họ Dương tan chạy về phía tây. Quân Ngụy chiếm thành Gia Lô, giết hơn ngàn người, chém Văn Độ, gởi đầu về kinh sư. Đế ban chiếu khen ngợi Hoan Hỷ nối được chí cha, rồi hạ chiếu lệnh cho ông đắp thành để trấn thủ Lạc Cốc. Hoan Hỷ cho rằng binh tướng mỏi mệt, xin dời việc ấy sang năm sau. Đế lại hạ chiếu trách bọn Hoan Hỷ không chuyên cần việc nước, hạn phải đắp thành trong vòng 4 tháng, hỏng việc sẽ chịu tội theo quân pháp.
Người quận Nam Thiên Thủy là Liễu Chiên nổi dậy, Hoan Hỷ soái quân đánh dẹp. Được chuyển làm Tán kỵ thường thị, An nam tướng quân, Dự Châu thứ sử. Có chiếu trách Hoan Hỷ ở châu phóng túng, ham rượu chè bỏ bê công việc, mất hết thể diện đại thần; sai sứ giả đến châu phạt đòn ông.
Năm thứ 7 (483), mất. Được tặng bổn quan, thụy là Cung công. Con là Thừa Tông được tập tước.